# Sarmatia moribundalis
Sarmatia moribundalis är en fjärilsart som beskrevs av Achille Guenée 1854. Sarmatia moribundalis ingår i släktet Sarmatia och familjen nattflyn. Inga underarter finns listade.